# Baya
Baya, även Gbaya eller Gbeya, är ett folk som lever i västra Centralafrikanska republiken och i angränsande delar av Kamerun, Kongo-Brazzaville och Kongo-Kinshasa. De talar ett språk inom språkfamiljen Adamawa-Ubangi  som är besläktat med deras Banda- och Ngbandi-grannar.
De utgör ungefär en tredjedel av befolkningen i Centralafrikanska republiken. Folket är jordbrukare med kassava som viktigaste gröda.